# Notolepis coatsi
Notolepis coatsi is een straalvinnige vissensoort uit de familie van barracudinas (Paralepididae). De wetenschappelijke naam van de soort is voor het eerst geldig gepubliceerd in 1908 door Dollo.